# ねこはっしゃ。
ねこはっしゃ。とは、演劇集団キャラメルボックスに所属する林貴子・原田樹里・森めぐみによる演劇ユニット

## 来歴
演劇集団キャラメルボックスに2009年に入団した3人が、2013年8月10日に林貴子に呼びかけによってユニットを結成した。ユニット名の由来は、ユニット名を決める際に林貴子が付けてた猫のバッジが発射されている様だった事から。

## メンバー
名前-メンバーカラーと表記する
- 林貴子 - きみどり
- 原田樹里 - きいろ
- 森めぐみ - ぴんく

## 公演
- 第一回公演『中途半端な月の色』

2014年6月11日~6月15日　阿佐ヶ谷シアターシャイン
作・演出:丸山智
出演：森めぐみ(中嶋葵)・林貴子(橋場雪子)・原田樹里(小杉カオル)
- 第二回公演『あきかぜ』

2015年7月29日~8月2日　cafe&bar木星劇場
作・演出:丸山智
出演：畑中智行(加納和志)・森めぐみ(加納カオル)・原田樹里(新津凛子)・林貴子(脇本直海)・河野直樹(関根省吾)

## 出演

### 朗読
- 『賢者の贈り物』(2013年12月20日、下北沢 Reading Cafe ピカイチ)

### ラジオ
- 新かさこの部屋(2014年4月9日、CROSS WAVE☆SENJU)
- いえまち×千住ヤッチャイ大ラジオ(2014年4月9日、CROSS WAVE☆SENJU)
- 芝居のススメ(2014年5月10日、調布FMラジオボンバー)

## 参考
1. ↑  “いよいよ明日だにゃ。”.   はらぺこたかちゃん. 2014年6月10日閲覧。
2. ↑  “メンバーカラー”.   ねこはっしゃ。. 2014年6月10日閲覧。